# Campo (Reguengos de Monsaraz)
Campo  ist eine portugiesische Gemeinde im Kreis Reguengos de Monsaraz, mit einer Fläche von 123,7 km² und 688 Einwohnern (Stand 30. Juni 2011). Die Bevölkerungsdichte beträgt 5,6 Einwohner pro km².
Die Gemeinde lebt von Viehzucht, Landwirtschaft und Olivenanbau.